# Eric Northman
Eric Northman é um personagem da saga The Southern Vampire Mysteries, uma série de onze livros escritos pela autora Charlaine Harris e da série da HBO True Blood. Ele é um vampiro interpretado pelo ator sueco Alexander Skarsgård e é introduzido pela primeira vez no primeiro romance, Dead Until Dark, aparecendo em todos os romances posteriores da autora. A série True Blood é baseada nesta série de livros e o personagem de Eric Northman é retratado um pouco diferente dos livros.
Nas primeiras temporadas, Eric ainda é um personagem coadjuvante, porém a partir da terceira e quarta temporadas, o personagem ganha status de protagonista, formando um triângulo amoroso com os personagens Sookie Stackhouse e Bill Compton na série, o que também ocorre nos livros.

## Vida humana
Existem diferenças entre a transformação de Eric em vampiro nos livros e na série.
Somente no livro nono de Charlaine Harris, Dead and Gone, que ainda não saiu no Brasil, foi revelado detalhes sobre sua vida humana como um Viking. sua origem também é contada na segunda temporada de True Blood em um flashback. Nos livros, ele foi emboscado uma noite por um vampiro romano chamado Ápio Livius Ocella e, posteriormente se transformou em vampiro.
Em True Blood, quando Eric se encontrava à beira da morte após uma batalha, ele foi transformado em vampiro por Godric.
Na terceira temporada da série também é mostrado como o rei vampiro do Mississippi, Russell Edgington, assassinou toda sua família (quando Eric ainda era humano) antes de roubar a coroa Viking de seu pai.

## Descrição física e personalidade
No primeiro romance, Dead Until Dark, Sookie Stackhouse descreve Eric Northman como um "pedaço de mau caminho". Sookie o define como "bonito, radiante, loiro de olhos azuis, alto e de ombros largos, parecendo um galã de capa de livros de romance", as características físicas do personagem também ficaram bem semelhantes quando Alexander Skarsgård passou a interpretar Eric na série.
Eric é retratado tanto nos livros como na série como um vampiro arrogante, perigoso, auto-confiante demais porém com uma verdadeira alegria de viver.
Exerce a função de xerife da Área 5 em Shreveport, Louisiana, como também é proprietário do Bar "Fangtasia" no mesmo local. possui como sua "filha", a cria Pamela Swynford De Beaufort, mais conhecida como Pam.

## Relacionamento com Sookie Stackhouse
Livros:
A autora Charlaine Harris introduz Sookie para Eric em seu primeiro romance, Dead Until Dark, mas nesse livro ele pouco aparece, já que o tema central é o romance de Sookie com Bill Compton. Eric, em seguida, aparece em todos os romances posteriores e tem participação ativa na vida de Sookie em cada livro.
A partir do segundo livro, Eric e Sookie passam a compartilhar uma "ligação de sangue" ( a exemplo do que ela já tinha com Bill também), quando ele a engana e pede para Sookie chupar uma bala no peito de um tiro que ele tomou, esse fato também acontece na série em sua segunda temporada.
No terceiro livro, Club Dead ("Clube dos Vampiros" no Brasil) , Sookie bebe novamente sangue de Eric ao ser ferida mortalmente e os dois quase têm uma relação sexual dentro da mansão do vampiro Rei do Mississipi, Russel Edgington.
No quarto livro, Dead to the World  ( no Brasil:"Procura-se um Vampiro"), Sookie ampara um Eric que foi amaldiçoado por uma bruxa e se encontra sem memória. Os dois finalmente se envolvem amorosamente e sexualmente até à quebra do feitiço que os afasta novamente.
Do quinto ao oitavo livros, Eric e Sookie têm pequenos momentos, mas não ficam juntos por ambos serem orgulhosos, até o nono livro Dead and Gone, onde Eric engana Sookie num ritual vampiro e se casa com ela. nos livros posteriores, o décimo e o décimo primeiro da série, eles são um casal.
Nos últimos livros, Eric descobre que seu criador Ápio fez um contrato com Freyda, a rainha vampira de Oklahoma, vendendo-o como escravo sexual para ela durante 100 anos. Ele não consegue se livrar do acordo e no último livro da saga, Dead Ever After, ele se separa de Sookie numa humilhante cerimônia de divórcio no Fangtasia. Em seguida, ele procura a telepata, diz que ainda a ama e pede para que ela seja sua amante, como seu "segredinho" de Freyda. Sookie se recusa a aceitar essa situação e corta laços com Eric. No final do livro, ela inicia um namoro com Sam Merlotte.
É importante lembrar que nos livros, o personagem de Bill Compton não têm tanto destaque como na série, sendo que o principal par romântico de Sookie acaba por ser Eric no decorrer da saga The Southern Vampire Mysteries. Porem, como o notório avanço da qualidade na serie 'True Blood que se mostra de vários modos, mais interessante que os livros originais, com seu senso carnificioso, erótico e agitado, os fãs de Sookie Stackhouse e Eric Northman lideram as torcidas do publico como par romântico perfeito. Por tanto, a serie deve remeter ao livros, no caso de Sookie e Eric, o que a tornaria, imensuravelmente mais perfeita, e digna do que já é.
Na série True Blood:
Na Primeira temporada, Eric Northman aparece pouco na série, mas em suas breves aparições já demonstra interesse por Sookie que na época estava envolvida com Bill.
Sookie mostra uma certa aversão por Eric por achá-lo violento, arrogante e manipulador. o mesmo a engana na segunda temporada e a faz beber seu sangue "acidentalmente", para que Sookie se sinta atraída por ele, o que realmente acontece com alguns sonhos eróticos que ela passa a ter com o vampiro viking. No decorrer da série, Sookie também vê em Eric um lado leal e terno ao ver seu sofrimento com a decisão de seu criador Godric em se auto-sacrificar.
A partir da terceira temporada, é mostrado que Eric não é tão egoísta quanto se pensa ao demonstrar sentimentos crescentes por Sookie. no episódio 4 da 3ª temporada por exemplo, ele passa a ter devaneios com Sookie e rejeita sua dançarina e amante, Yvetta.
No episódio 10, Eric beija Sookie pela primeira vez, depois de proclamar que, se ele encontrasse a "morte verdadeira", seu maior arrependimento seria nunca tê-la beijado. mais tarde, acorrentando Sookie em seu porão para usá-la como isca para enfrentar seu inimigo Russell Edgington, Eric mais uma vez revela o seu afeto por ela, quando é solicitado por Russell para beber seu sangue de fada ( que permite aos vampiros andarem na luz do dia) , ele hesita e acaricia seu rosto antes de mordê-la.
Foi Eric também que conta para Sookie quais eram as verdadeiras intenções de Bill ao conhecê-la. Revela que ele foi enviado pela Rainha da Louisiana para investigar os seus poderes ocultos de fada, e que contratou um casal de bandidos para espancá-la, assim Bill teria a chance de fazer a "troca de sangue com ela". Sookie estarrecida com a revelação, rompe com Bill mas também pede para Eric ficar longe dela.
Na quarta temporada, Sookie fica desaparecida por 1 ano em Bon Temps (o que equivale a 30 minutos "na terra das fadas" onde ela ficou por pouco tempo).
Eric aproveita a deixa e compra sua casa e reforma, esperando conquistá-la de vez, já que ele moraria no lugar também, no entanto Eric perde a memória ao atacar uma bruxa dentro de um Coven.
Sookie dá abrigo a Eric. Separada de Bill que agora é o Rei vampiro da Louisiana no lugar de Sophie-Anne LeClerq, Sookie conhece um Eric despido de sua arrogância e sem saber de seus atos passados. Tocada por sua personalidade carinhosa e doce, ela o acolhe em sua casa e os dois iniciam um relacionamento intenso. Entretanto quando Eric tenta matar Bill (a comando da bruxa Marnie), este recupera sua memória graças aos poderes de Sookie. Se separa de Sookie pelo fato dela estar dividida entre ele e o Rei Bill (por quem ela voltou a nutrir sentimentos amorosos após ser ferida num confronto entre vampiros e bruxas e beber seu sangue) e esta decide não ficar com nenhum dos 2 vampiros. Na 5° temporada, devido aos conflitos e envolvimento com a "Autoridade", Eric e Sookie tiveram poucos momentos juntos. No final da temporada, quando Russell Edgington decide perseguir Sookie para beber seu sangue e poder andar ao sol, Eric foge da Autoridade e guiado pelo medo da telepata, encontra ela e as fadas num confronto com Russell. Devido ao fato deste estar embriagado, Eric se aproxima sem ser percebido e enfia uma estaca de madeira em seu peito. Numa cena épica, a temporada termina com os dois presenciando Bill morrer e se transformar em Billith.
Também é destaque seu estranho relacionamento com a sua "irmã de criação" ( por parte de Godric) e amante, Nora, uma integrante da Autoridade.

## Origem
Eric é referido frequentemente como um Viking, o que significa que ele provavelmente teria nascido na Escandinávia ou na Europa do Norte. No episódio 4 da 3 ª temporada de True Blood, Eric diz que brincava pelo Mar do Norte quando era uma criança. No episódio 10 da 3 ª temporada, Pam revela a possível origem de Eric quando ela diz: "Eu não tenho interesse em herdar sua fazenda em Öland".
Öland é uma ilha sueca no Mar Báltico, ao largo da costa leste da Suécia.